# Campeonato Asiático de Atletismo de 2015 - Revezamento 4x400 m masculino
A prova dos 4 x 400 metros estafetas masculino do Campeonato Asiático de Atletismo de 2015 foi disputada no dia 7 de junho de 2015 no Wuhan Stadium em Wuhan, na China. 

## Recordes
Antes desta competição, os recordes mundiais e do campeonato nesta prova eram os seguintes:
|                       | Nome                                                                  | Nacionalidade  | Tempo     | Local     | Data                 |
| --------------------- | --------------------------------------------------------------------- | -------------- | --------- | --------- | -------------------- |
| Recorde mundial       | Andrew Valmon, Quincy Watts Butch Reynolds, Michael Johnson           | Estados Unidos | 2m 54s 29 | Estugarda | 22 de agosto de 1993 |
| Recorde do campeonato | Ismail Al-Sabiani, Fahhad Al-Subaie Mohammed Al-Bishi, Yousef Masrahi | Arábia Saudita | 3m 02s 53 | Pune      | 7 de julho de 2013   |
| Recorde asiático      | Shigekazu Omori, Jun Osakada Koji Ito, Shunji Karube                  | Japão          | 3m 00s 76 | Atlanta   | 3 de agosto de 1996  |

Os seguintes recordes foram estabelecidos durante esta competição:
| Data       | Evento | Atletas                                                                                 | Nacionalidade | Tempo     | Notas                 |
| ---------- | ------ | --------------------------------------------------------------------------------------- | ------------- | --------- | --------------------- |
| 7 de junho | Final  | Femi Seun Ogunode, Musaeb Abdulrahman Balla Mohamed El Nour Mohamed, Abdelalelah Haroun | Catar         | 3m 02s 50 | Recorde do campeonato |

## Medalhistas
| Ouro                                                                                                | Prata                                                                                       | Bronze                                                                         |
| Catar · Femi Seun Ogunode · Musaeb Abdulrahman Balla · Mohamed El Nour Mohamed · Abdelalelah Haroun | Arábia Saudita · Mazen Al-Yasen · Mohammed Obaid Al-Salhi · Abdullah Abkar · Yousef Masrahi | Japão · Julian Jrummi Walsh · Yuzo Kanemaru · Kazuma Oseto · Takamasa Kitagawa |

## Cronograma
Todos os horários são locais (UTC+8)
| Data       | Hora  | Evento |
| ---------- | ----- | ------ |
| 7 de junho | 16:50 | Final  |

## Final
A final da prova ocorreu dia 7 de julho às 16:50. 
| Posição           | Nacionalidade  | Atletas                                                                                  | Tempo   | Notas                 |
| ----------------- | -------------- | ---------------------------------------------------------------------------------------- | ------- | --------------------- |
| Medalha de ouro   | Catar          | Femi Seun Ogunode, Musaeb Abdulrahman Balla, Mohamed El Nour Mohamed, Abdelalelah Haroun | 3:02.50 | Recorde do campeonato |
| Medalha de prata  | Arábia Saudita | Mazen Al-Yasen, Mohammed Obaid Al-Salhi, Abdullah Abkar, Yousef Masrahi                  | 3:02.62 |                       |
| Medalha de bronze | Japão          | Julian Jrummi Walsh, Yuzo Kanemaru, Kazuma Oseto, Takamasa Kitagawa                      | 3:03.47 |                       |
| 4                 | Índia          | Vijyakumaran Sajin, Ayyasamy Dharun, Sachin Roby, Arokya Rajeev                          | 3:05.14 |                       |
| 5                 | Sri Lanka      | Dilip Mudiyanselage, Anjana Welegedara, Chanaka Gedara, Kalinga Hewakumarage             | 3:05.79 |                       |
| 6                 | Omã            | Ahmed Al-Marjibi, Othman Al-Busaidi, Mohamed Hindi, Ahmed Mubarak Salah                  | 3:05.94 | Recorde nacional      |
| 7                 | China          | Li Xiaolong, Zhu Chenbin, Fang Yuan, Mao Guorong                                         | 3:07.36 |                       |
| 8                 | Hong Kong      | Chan Ka Chun, Leung King Hung, Ho Tsz Fung, Fung Kin Lok                                 | 3:14.19 |                       |

Legenda
| Recorde mundial       | Recorde mundial (World record)               |                       | Recorde africano                      | Recorde africano (African) |                                           | Q | Classificado por posição (Qualified) |
| Recorde do campeonato | Recorde do campeonato (Championship record)  | Recorde da América    | Recorde da América (Americas)         | q                          | Classificado por melhor tempo (Qualified) |   |                                      |
| Melhor marca do ano   | Melhor marca do ano (World leading)          | Recorde asiático      | Recorde asiático (Asian)              | DNS                        | Não largou (Did not start)                |   |                                      |
| Recorde nacional      | Recorde nacional (National record)           | Recorde europeu       | Recorde europeu (European)            | DNF                        | Não terminou (Did not finish)             |   |                                      |
| Recorde pessoal       | Recorde pessoal do atleta (Personal best)    | Recorde da Oceania    | Recorde da Oceania (Oceania)          | DSQ / DQ                   | Desclassificado (Disqualified)            |   |                                      |
| Recorde da temporada  | Recorde da temporada do atleta (Season best) | Recorde sul-americano | Recorde sul-americano (South America) | NM                         | Sem marca (No mark)                       |   |                                      |